# Jan Evertsenstraat (Amsterdam)
De Jan Evertsenstraat is een straat in de Amsterdamse stadsdelen West en Nieuw-West. De straat kreeg haar naam al in 1910 toen de weg nog aangelegd zou worden in de gemeente Sloten. Na annexatie heeft de gemeente Amsterdam de straatnaam behouden per raadsbesluit in 1925. Naamgever is de Zeeuwse zeeheld Johan Evertsen (1600-1666).

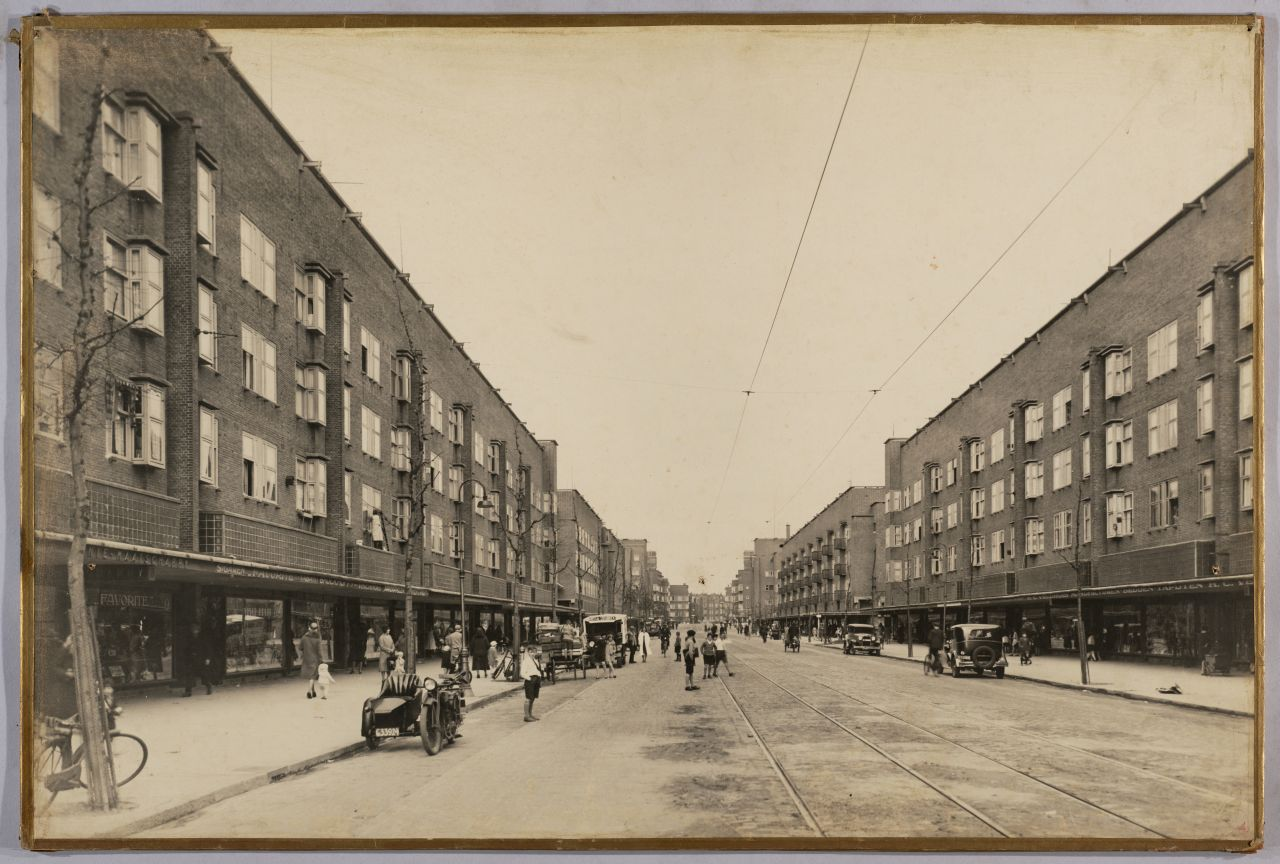
De Jan Evertsenstraat in de jaren twintig.

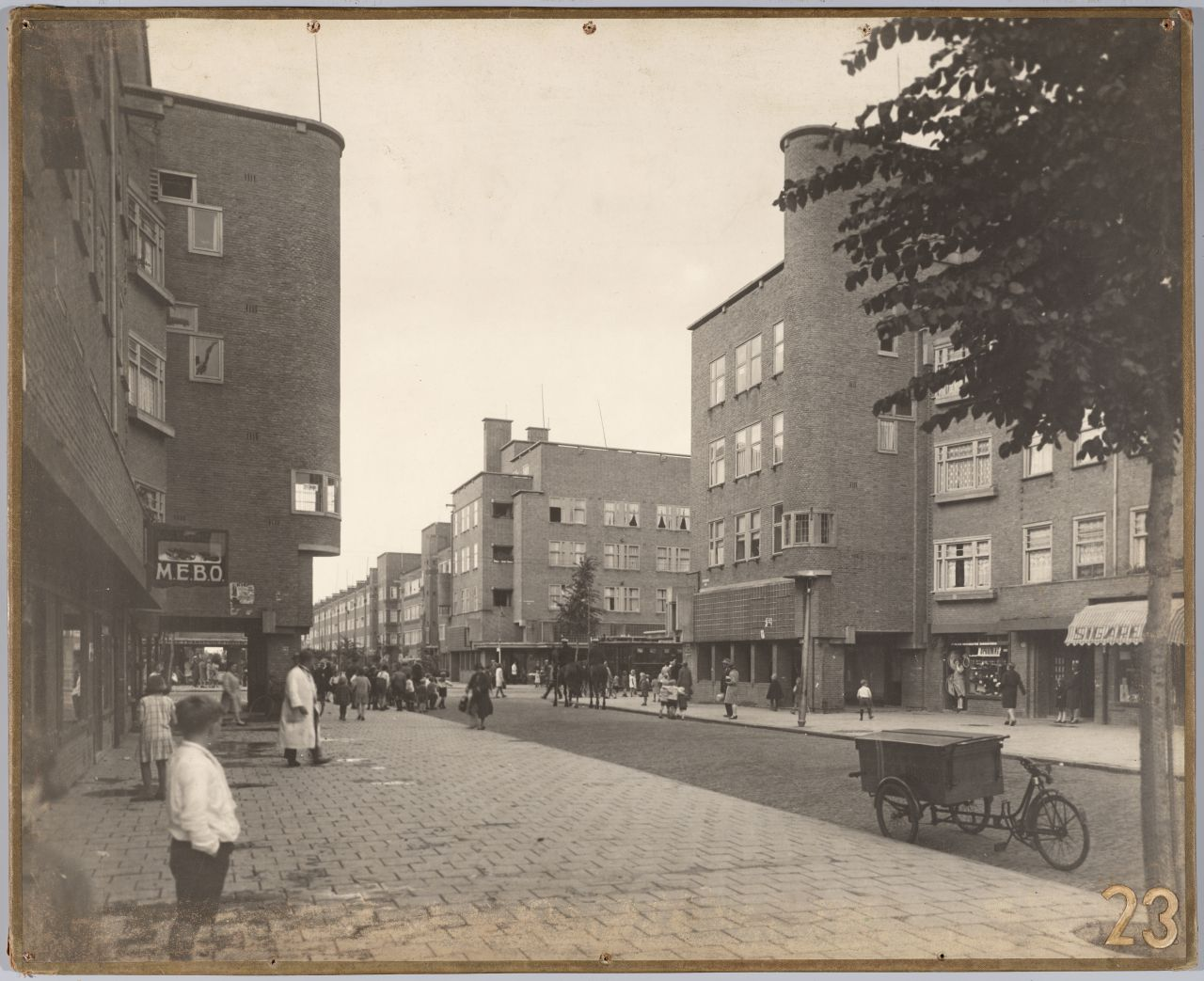
De Vespuccistraat bij de Jan Evertsenstraat in de jaren twintig.

De Jan Evertsenstraat, ook wel de Jan Eef genoemd, loopt vanaf de Krommert in De Baarsjes in westelijke richting tot aan de Oostoever van de Sloterplas in Amsterdam Nieuw-West. Hoewel de straat in het verlengde van het eerste deel van de Admiraal de Ruijterweg ligt is het een andere straat omdat de Admiraal de Ruijterweg bij de Krommert met een bocht naar rechts gaat. Uit de Slotense tijd dateert een complex rondom huisnummer 1.
Het eerste gedeelte van de Jan Evertsenstraat is de belangrijkste winkelstraat van de Admiralenbuurt en kruist de Hoofdweg bij het Mercatorplein. Het was door luifels aan de voorkant van de winkels in 1925 de eerste overdekte winkelstraat van Amsterdam. Voorbij het Mercatorplein zijn er op een enkele uitzondering na geen winkels.
Aanvankelijk eindigde de straat op de Orteliuskade. In 1956 werd de straat verlengd en loopt sinds 1966 met een viaduct over het Rembrandtpark en kruist ter hoogte van het OLVG-West Ziekenhuis (voorheen Sint Lucas Andreas Ziekenhuis) de Jan Tooropstraat. Vandaar loopt de straat tot aan de rotonde bij Oostoever aan de Sloterplas. In het verlengde van de straat ligt de Noordzijde. De straat loopt sinds 1975 onder de Ringweg (A10)-West door, sinds 1986 onder de Ringspoorbaan en sinds 1997 ook onder de metrobaan van lijn 50.
De architectuur van het oostelijke deel van de Jan Evertsenstraat wordt gekenmerkt door de Amsterdamse School. Zo vormt het begin van de straat, met bouwblokken van Jo van der Mey, een soort stadspoort met golvende geveldelen. De architect van de bebouwing aan de straat tussen het Mercatorplein en de Admiralengracht was Jan Frederik Staal. Het was de eerste overdekte winkelstraat in Nederland. Op de hoogste van de twee torens die aan het Mercatorplein staan zijn aan drie zijden klokken bevestigd, waardoor het in een deel van de straat een herkenningspunt vormt. De torens en de bebouwing rond het Mercatorplein zijn van de hand van H.P. Berlage. Het oostelijke deel van de straat is opgenomen in de Oranje Loper, een project ter verbetering van de straatverbinding tussen het Station Amsterdam Centraal en het Mercatorplein, waarvan de vernieuwing van de Molenslootbrug deel uitmaakt.
Sinds 1960 staan aan het westelijk gedeelte van de straat de markante Knijtijzer-flats die in het kader van de stadsvernieuwing afgebroken zouden worden, maar uiteindelijk toch zijn behouden en opgeknapt. In de jaren zeventig verscheen nabij het viaduct van de ringweg een groot kantorencomplex met toren waarin jarenlang de Amro Bank was gevestigd. Sinds 2012 bevindt zich hierin het Ramada Apollo Hotel. Daarnaast is aan de rand van het Rembrandtpark sinds 2013 een filiaal van de Haagse hotelschool.

## Trams
Tussen de Admiraal de Ruijterweg / Witte de Withstraat en het Mercatorplein rijdt sinds 1927 tramlijn 13 en sinds 1989 rijdt de lijn vanaf het Mercatorplein via deze straat door naar de Jan Tooropstraat. Van 1927-2017 reed ook tramlijn 7 door het oostelijke deel van de straat.

## Criminaliteit en verbetering

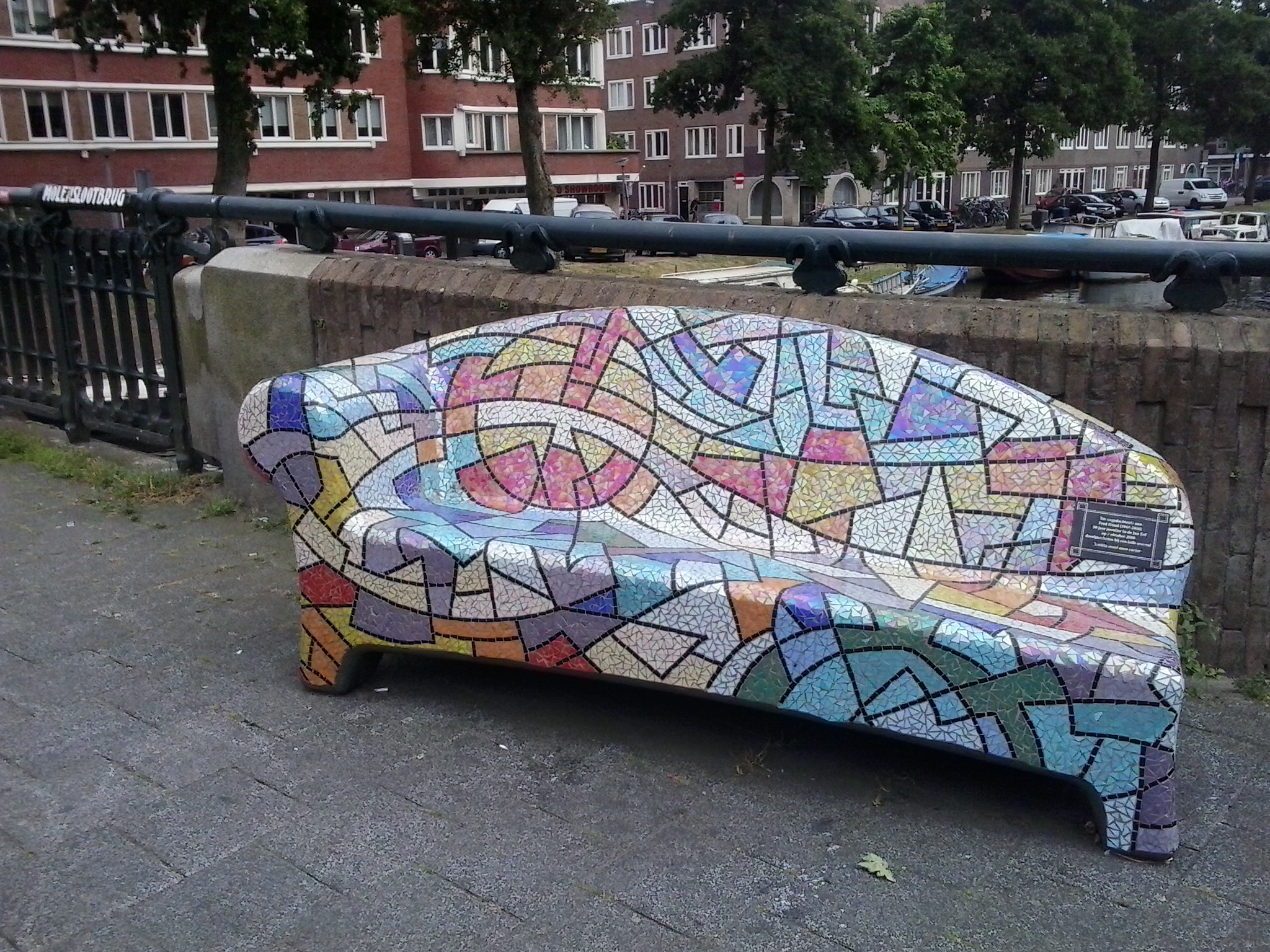
De mozaïekbank (social sofa) op de Molenslootbrug.

De straat en de buurt (vooral tussen Admiraal de Ruijterweg en Mercatorplein) zijn een aantal keren negatief in het nieuws gekomen door het hoge niveau van criminaliteit. Een aantal panden in de Jan Evertsenstraat staat leeg doordat de winkeliers om die reden zijn vertrokken. In de jaren negentig werden de huizen gerenoveerd. Omstreeks 2000 liep de criminaliteit weer op. De gemeente werkte aan een plan om de straat veiliger te maken. Dit plan kreeg extra aandacht na de moord in oktober 2010 op Fred Hund, de eigenaar van een juwelierszaak. Ter nagedachtenis aan hem werd op de Molenslootbrug, over de Admiralengracht, in april 2011 een gedenkteken geplaatst in de vorm van een zitbank (social sofa) met mozaïek, aangebracht door buurtbewoners, onder leiding van kunstenaar Peter Ruys.
Mede naar aanleiding van deze criminaliteit is de "Winkelstraatvereniging Jan Eef" in september 2011 opgericht ter verbetering van het functioneren van de winkelstraat en van de sfeer in de buurt. Deze organisatie is uniek omdat zij ondernemers en buurtbewoners verenigt en kreeg hierdoor landelijke bekendheid.